# Warrior Soul (album)
Warrior Soul è il decimo album della cantante heavy metal tedesca Doro. pubblicato in tutto il mondo dall'etichetta AFM.
La title track venne inclusa nel film tedesco Anuk, diretto da Luke Gasser, in cui recita la stessa Doro Pesch.
L'album raggiunse la posizione nº 27 in Germania.

## Tracce
1. You're My Family – 4:14 (Doro Pesch/Anke Mörsch)
2. Haunted Heart – 5:14 (Pesch/Gary Scruggs)
3. Strangers Yesterday – 4:49 (Pesch/Joe Taylor)
4. Thunderspell – 4:39 (Pesch/Chirs Lietz)
5. Warrior Soul – 4:44 (Pesch/Scruggs)
6. Heaven I See – 4:37 (Pesch/Scruggs)
7. Creep into My Brain – 3:56 (Pesch/Taylor/Johnny Dee/Nick Douglas/Oliver Palotai)
8. Above the Ashes – 4:16 (Pesch/Scruggs)
9. My Majesty – 4:06 (Pesch/Torsten Sickert/Klaus Vanscheidt)
10. In Liebe und Freundschaft – 3:35 (Pesch/Lietz)
11. Ungebrochen – 1:39 (Pesch/Lietz)
12. Shine On – 8:23 (Pesch/Taylor)
13. Angel in the Dark (Digipak edition bonus track) – 4:14 (Pesch/Scruggs)
14. 1999 (Digipak edition bonus track) – 4:00 (Pesch/Scruggs)

### Bonus track edizione giapponese
1. For Love and Friendship – 3:40 (Pesch/Lietz)
2. Lonely Wolf – 4:04 (Pesch/Scruggs)

### Bonus disc "Winter edition"
1. Everything's Lost – 3:53 (Pesch/Scruggs)
2. You're My Family (live) – 4:23 (Pesch/Mörsch)
3. My Majesty (live) – 4:36 (Pesch/Sickert/Vanscheidt)
4. Above the Ashes (live) – 4:33 (Pesch/Scruggs)
5. Für Immer (live) – 7:15 (Pesch/Joey Balin)

## Formazione
- Doro – voce
- Nick Douglas – basso, tastiere, cori
- Joe Taylor – chitarre, cori
- Johnny Dee – batteria, cori
- Oliver Palotai – tastiere, chitarre, cori

### Altri musicisti
- Steve ‘Hef’ Häflinger – chitarre
- Oli Häller – batteria
- Tim Husung – batteria
- Thomi Imhof – basso
- Chris Lietz – chitarre, tastiere
- Torsten Sickert – chitarre, tastiere, basso
- Klaus Vanscheidt – chitarre